# Piper retalhuleuense
Piper retalhuleuense är en pepparväxtart som beskrevs av Trel. & Standley. Piper retalhuleuense ingår i släktet Piper och familjen pepparväxter. Inga underarter finns listade i Catalogue of Life.